# Licentiatexamen
Licentiatexamen är i Sverige och Finland en akademisk examen på forskarnivå och motsvarar ungefär en halv doktorsexamen. Den kan både vara den avslutande examen eller fungera som en frivillig "mellanexamen" för den som avser att senare framlägga en doktorsavhandling. I Finland är det numera ovanligt att ta licentiatexamen; de flesta forskningsstuderande siktar direkt på doktorsexamen. Vid de medicinska fakulteterna finns inte magisterexamen utan licentiatexamen ersätter denna. I Sverige utgör licentiatexamen ca 30 % av alla examina på forskarnivå.
I Sverige består examina av 120 högskolepoäng (2 års heltidsstudier) efter studier på avancerad nivå (magister- eller masternivå), där minst 30 hp skall vara kurser och minst 60 hp vetenskaplig uppsats. Beroende på finansiering kan institutionstjänstgöring ingå som krav, vilket förlänger utbildningens längd. Det finns inga formella krav på hur den vetenskapliga uppsatsen skall presenteras. Många högskolor och institutioner har lokala regler angående exempelvis krav på opponent, vetenskapliga artiklar, språk (engelska brukar rekommenderas) och antal kurspoäng.   
Licentiatexamen finns endast i ovanstående betydelse i Sverige och Finland. I ett antal andra länder finns licentiat som examen men kan representera olika utbildningsnivå, ofta en examen motsvarande magister. I Danmark finns det också en "mellanexamen" på forskarnivå men där benämns den som "den lille doktorgrad", se doktorsexamen i Danmark.

## Licentiatuppsats
En licentiatuppsats är det som presenteras för att få en licentiatexamen. På samma sätt som för en doktorsavhandling kan den vara en monografi eller en sammanläggningsavhandling bestående av tidskriftsartiklar och konferensbidrag med en inledande kappa.

## Licentiatseminarium
Licentiatseminariet är tillfället då licentiatuppsatsen presenteras av licentianden. En särskild granskare går igenom uppsatsen och ställer frågor. På andra högskolor finns det en betygskommitté som granskar uppsatsen och ställer frågor. [källa behövs]

## Historik
På medeltiden ordnades vid de europeiska universiteten övergången från studenter till lärare genom prövningar och genom förläning av titlar och rättigheter. Man förlänade ursprungligen två grader: en av baccalaureus och en av magister och doktor. Mellan dessa båda var titeln licentiat inskjuten. Efter genomgånget prov för magister- eller doktorsgrad tillerkändes kandidaten licentia, det vill säga rättighet att formellt låta promovera sig till magister eller doktor – båda titlarna var likvärdiga på 1100- och 1200-talet. Då ansenliga kostnader var förknippade med denna högtidliga ceremoni underlät dock många att förvärva magister- eller doktorsgraden, och på så sätt blev licentiaten en formell grad. Licentiater blev kallade till ämbeten och professurer för vilka ursprungligen doktorsgrad krävdes, ofta mot förbindelse att inom en viss tid förvärva doktorsgraden.
Licentiatexamen (från latin licentia docendi, rätt att undervisa) är i Finland och var i Sverige före 1969 en akademisk examen som förutsatte att grundexamen (till exempel kandidatexamen) avlagts. Licentiatexamen var i Sverige också en obligatorisk förutsättning för disputation för den dåvarande doktorsgraden. Medicine licentiatexamen krävdes på denna tid och krävs i Finland för erhållande av läkarlegitimation, och motsvarade således det som senare har kallats läkarexamen. Vid de övriga fakulteterna var licentiatexamen sidmässigt ungefär lika omfattande som dagens doktorsexamen. Licentiatexamen avskaffades i samband med en högskolereform då doktorsgraden gjordes om till doktorsexamen, med syfte att den nya doktorsexamen skulle gå snabbare att avlägga än den gamla doktorsgraden.
I Finland var licentiat intill 1951 titel för den som avlagt samtliga examina som krävdes för doktorsgraden samt disputerat, men ännu ej promoverats till doktor (licentiatavhandlingen var således dåtidens doktorsavhandling). Doktorsgraden kunde dock redan då vinnas utan deltagande i den högtidliga promotionen. Därefter krävdes intill examensreformen i slutet av 1970-talet licentiatexamen för att få disputera, något som i dag endast gäller vid den medicinska fakulteten, där licentiatexamen är en grundexamen.
Licentiatexamen återinfördes i Sverige på 1980-talet vid vissa fakulteter som en frivillig mellanexamen i forskarutbildningen. Hur vanligt det varit att avlägga licentiatexamen har varierat mellan olika universitet, fakulteter och institutioner sedan detta återinförande. På vissa ställen har licentiatexamen enbart använts när doktorander har velat avsluta sin forskarutbildning i förtid, medan andra institutioner har tillämpat principen att alla bör avlägga licentiatexamen som ett led på vägen till doktorsexamen. Det har också förekommit att forskarstuderande antagits enbart som licentiander, det vill säga med syfte att de skall avlägga licentiatexamen och därmed enbart garanteras handledning dit.

## Förekommande licentiatexamina
Beteckningen på en licentiatexamen följer vanligen fakultetsbeteckningen där den avläggs, men kan i vissa fall även följa beteckningen på licentiatens grundexamen.

### Agronomie licentiat
Agronomie licentiat, förkortas AgrL eller Agr Lic, är titeln för en agronom eller dylikt som avlagt licentiatexamen, i första hand vid lantbruksvetenskaplig fakultet, vilket i Sverige idag innebär vid Sveriges lantbruksuniversitet. Motsvarande doktorsexamen betecknas agronomie doktor.

### Ekonomie licentiat
Ekonomie licentiat, förkortas EL eller ekon.lic., är titeln för den som avlagt licentiatexamen vid handelshögskola eller motsvarande. Titeln förekommer bland både företagsekonomer och nationalekonomer, men bland nationalekonomer vid universiteten torde filosofie licentiatexamen vara vanligare. Motsvarande doktorsexamen betecknas ekonomie doktor.

### Farmacie licentiat
Farmacie licentiat, förkortas FarmL eller farm.lic., i Finland även FaL, är titeln för de studenter som avlagt licentiatexamen vid Farmaceutiska fakulteten, Uppsala universitet. Möjligheten att avlägga farmacie licentiatexamen infördes 1951 vid Farmaceutiska institutet, och de första examinerade våren 1952. Motsvarande doktorsexamen betecknas farmacie doktor.

### Filosofie licentiat
Filosofie licentiat, förkortas FL eller fil.lic., var ursprungligen titeln för de studenter som avlagt licentiatexamen vid filosofisk fakultet, och är fortsatt titeln vid de fakulteter som går tillbaka på de ursprungliga filosofiska fakulteterna; humanistisk, naturvetenskaplig och samhällsvetenskaplig fakultet. Motsvarande doktorsexamen betecknas filosofie doktor.

### Juris licentiat
Juris licentiat, förkortas JL eller jur.lic., är titeln för den som avlagt licentiatexamen vid juridisk fakultet eller motsvarande. Motsvarande doktorsexamen betecknas juris doktor.

### Medicine licentiat
Medicine licentiat, förkortas ML eller med.lic., är i Sverige en titel för en student som avlagt licentiatexamen vid medicinsk fakultet. Medicine licentiat var i Sverige förr en examen motsvarande läkarexamen, och titeln används fortfarande på detta sätt i Finland. Motsvarande doktorsexamen betecknas medicine doktor.

### Odontologie licentiat
Odontologie licentiat, förkortas OL eller odont.lic., är titeln för en tandläkare som avlagt licentiatexamen vid odontologisk fakultet eller motsvarande. Motsvarande doktorsexamen betecknas odontologie doktor.

### Teknologie licentiat
Teknologie licentiat, ibland även teknisk licentiat, förkortas TeknL eller tekn.lic., i Finland även TkL, är titeln för en civilingenjör eller dylikt som avlagt licentiatexamen vid en teknisk högskola. Rekommenderad engelsk översättning är "Licentiate of Engineering degree". Motsvarande doktorsexamen betecknas teknologie doktor.

### Teologie licentiat
Teologie licentiat, förkortas TL eller teol.lic., är titeln för den som avlagt licentiatexamen vid teologisk fakultet eller motsvarande. Motsvarande doktorsexamen betecknas teologie doktor.

### Skoglig licentiat
Skoglig licentiat, förkortas SkogL, är titeln för en jägmästare eller dylikt som avlagt licentiatexamen, i första hand vid skogsvetenskaplig fakultet, vilket i Sverige idag innebär vid Sveriges lantbruksuniversitet. Möjligheten att utfärda skoglig licentiatexamen infördes 1937 vid dåvarande Skogshögskolan. Motsvarande doktorsexamen betecknas skoglig doktor.

### Veterinärmedicine licentiat
Veterinärmedicine licentiat, förkortas VML, är titeln för en veterinär som avlagt licentiatexamen, i första hand vid veterinärmedicinsk, vilket i Sverige idag innebär vid Sveriges lantbruksuniversitet. Motsvarande doktorsexamen betecknas veterinärmedicine doktor.

### Ytterligare licentiatexamina i Finland
Utöver de licentiatexamina som förekommer i Sverige, finns i Finland ett ytterligare antal, som i vissa fall skulle ha motsvarat en filosofie licentiatexamen i Sverige: agronomie- och forstlicentiatexamen (AFL; motsvarar agronomie licentiat respektive skoglig licentiat i Sverige), förvaltningslicentiatexamen, licentiatexamen i danskonst, licentiatexamen i gymnastik- och idrottsvetenskaper, licentiatexamen i hälsovetenskaper (HVL eller hälsov.lic.), licentiatexamen i livsmedelsvetenskaper (LVL), licentiatexamen i samhällsvetenskaper (SVL), licentiatexamen i teaterkonst, musiklicentiatexamen, pedagogie licentiatexamen (PeL eller ped.lic.), politices licentiatexamen (PL eller pol.lic.), och psykologie licentiatexamen (PsL eller psyk.lic.). Till alla dessa licentiatexamina finns också doktorsexamina med motsvarande benämning.